# Hou ! La menteuse (chanson)
 (septembre 2017).
Si vous disposez d'ouvrages ou d'articles de référence ou si vous connaissez des sites web de qualité traitant du thème abordé ici, merci de compléter l'article en donnant les références utiles à sa vérifiabilité et en les liant à la section « Notes et références ».
Pour l'album, voir Hou ! La menteuse.
Singles de Dorothée
Rox et Rouky
(1981) Pour faire une chanson
(1983)
Hou ! La menteuse est une chanson de Dorothée.
Alors que le single Rox et Rouky est en fin d'exploitation, un nouveau titre est envoyé en radio pour soutenir la promotion de l'album de Dorothée. Alors que La Valise était pressentie pour sortir en Face A, ce sera finalement Hou ! la menteuse qui en aura la faveur. Sorti en avril 1982, le titre ne sortira du Top 50 qu'au mois de janvier de l'année suivante. La chanson obtient un tel succès auprès des enfants que le gimmick du refrain « Hou ! La menteuse, elle est amoureuse » est repris sur les cours de récréation.   
Pour la version originale de cette chanson, Dorothée est accompagnée d'un petit garçon prénommé Frédéric qui incarne son petit frère.      
La pochette du 45 tours de la version originale, reprend la photo de l'album dont la chanson est issue, signée Patrick Rouchon, où on voit Dorothée vêtue d'un pull à rayures rouges et blanches en train de faire une grimace en se grattant la tête. En arrière-plan la pochette comprend un dessin de Cabu, ne faisant pas partie des dessins présentés sur la pochette recto de l'album, mais qu'on peut voir à l'intérieur de la pochette du 33 tours, où on voit Dorothée assise à un secrétaire (La sorte de bureau) sur lequel elle tient la photo de la caricature censée représenter le garçon qu'elle décrit dans la chanson. Derrière elle, on voit une porte ouverte où se trouve la caricature qui représente son petit frère qui rigole en montrant du doigt la photo du garçon.    
Dans les couplets, Dorothée parle d'un garçon qui l'a emmené avec son petit frère au cinéma, mais le présente seulement comme étant un « bon copain ».   
Dans les refrains, son petit frère lui répond qu'elle lui ment en prétendant cela, et qu'elle en est en réalité « amoureuse ». Mais Dorothée, tout en décrivant le physique du garçon comme étant à son goût, dément pour autant en être amoureuse. Elle le décrit aussi comme étant gentil, ayant beaucoup d'humour et un peu de folie.   
Le reste du texte de la chanson est aussi un dialogue entre Dorothée et son petit frère, cette dernière le priant d'arrêter de la narguer en prétendant qu'elle est amoureuse de ce garçon.   
Dorothée dira plusieurs fois dans les médias ne pas avoir aimé la chanson au moment où on lui a présentée, mais avoir finalement accepté de l'enregistrer sous la pression de ses producteurs.   
Deux autres chansons du répertoire de Dorothée seront calquées sur Hou ! La menteuse au niveau du thème de la chanson : Petite fille en 1984 où Dorothée chante avec Stéphanie de la chorale des enfants de Bondy, où cette fois Dorothée demande à sa petite sœur de faire ses devoirs au lieu d'aller au cinéma et de regarder le foot à la télé et où la petite sœur se venge à la fin de la chanson en disant à Dorothée que si elle l'empêche d'aller au cinéma, elle révélera à leur père l'existence d'un petit ami dans la vie de Dorothée, et surtout La honte de la famille en 1996, que Dorothée chante avec la petite Jennyfer.  
JLA Disc tenta de réitérer le succès, 24 ans plus tard, en sortant un single du remix de la chanson (2006).

## Classement
| Pays   | Meilleure position | Nb de semaines dans le Top | Certification |           |
| ------ | ------------------ | -------------------------- | ------------- | --------- |
| France | #1                 | #47                        |               | 1 300 000 |

## Supports
| Année | Format   | Label        | Catalogue            |
| ----- | -------- | ------------ | -------------------- |
| 1982  | 45 Tours | AB / Adès    | Promotionnel         |
| 1982  | 45 Tours | AB / Adès    | AB 11.059 / ADE 100  |
| 1982  | 45 Tours | AB / Polydor | AB 2097185 / POL 100 |